# 特羅亞尼 (多布羅韋利奇基夫卡區)
48°23′11″N 30°59′44″E / 48.38639°N 30.99556°E
特羅亞尼（烏克蘭語：Трояни），是烏克蘭中部的村莊，隸屬基洛夫格勒州的新烏克蘭卡區。該村始建於1840年，面積0.3平方公里，海拔高度121米，2001年人口185，人口密度每平方公里614.6人。